# Kanton Feurs
Kanton Feurs (francouzsky Canton de Feurs) je francouzský kanton v departementu Loire v regionu Rhône-Alpes. Tvoří ho 23 obcí.

## Obce kantonu
- Chambéon
- Civens
- Cleppé
- Cottance
- Épercieux-Saint-Paul
- Essertines-en-Donzy
- Feurs
- Jas
- Marclopt
- Mizérieux
- Montchal
- Nervieux
- Panissières
- Poncins
- Pouilly-lès-Feurs
- Rozier-en-Donzy
- Saint-Barthélemy-Lestra
- Saint-Cyr-les-Vignes
- Saint-Laurent-la-Conche
- Saint-Martin-Lestra
- Salt-en-Donzy
- Salvizinet
- Valeille